# 田中佳奈
田中 佳奈（たなか かな、1978年10月21日 - ）は、日本の女優、タレント。シュルー所属。
身長164cm、B78-W57-H84 靴のサイズ23cm。特技:幼稚園教員 二種、保母資格。

## 主な出演作品

### テレビドラマ
- さわやか3組（2002年、NHK教育）
- 共犯者 第3・9話（2003年、NTV） - TVレポーター 役

### テレビ
- 日立 世界・ふしぎ発見! （TBS）第881回　ミステリーハンター
- 夢の扉 〜NEXT DOOR〜（2006年7月30日、TBS）

### 映画
- 模倣犯（2002年） - 「TVゴー」レポーター 役
- ロザリオの雫（2005年） - 相沢涼子 役

### CM
- 花王　「リセッシュ」〜ミクロミスト実感篇〜（2006年）
- 任天堂DS 「健康応援レシピ1000・DS献立全集」（2006年）
- 積水ハウス 〜まちなみ参観日「一生に、出会う町」篇〜（2006年）
- デンソー 「クルマの未来を見に行こう！その3」篇（2008年）